# Team Idea/Saison 2012
Dieser Artikel listet Erfolge und Fahrer des Radsportteams Idea in der Saison 2012 auf.

## Erfolge in der UCI Europe Tour
| Datum    | Rennen                             | Kat. | Fahrer        |
| -------- | ---------------------------------- | ---- | ------------- |
| 20. März | 1. Etappe Settimana Internazionale | 2.1  | Andrea Palini |
| 8. Juli  | Giro del Medio Brenta              | 1.2  | Matteo Busato |

## Mannschaft
| Name               | Geburtstag         | Nationalität | Team 2011                  | Team 2013                    |
| ------------------ | ------------------ | ------------ | -------------------------- | ---------------------------- |
| Luca Barla         | 29. September 1987 | Italien      | Androni Giocattoli-C.I.P.I |                              |
| Alessandro Bisolti | 7. März 1985       | Italien      | Farnese Vini-Neri Sottoli  |                              |
| Simone Boifava     | 26. Juli 1985      | Italien      | Ora Hotels Carrera         |                              |
| Matteo Busato      | 20. Dezember 1987  | Italien      | Neoprofi                   | Trevigiani Dynamon Bottoli   |
| Cristian Cominelli | 22. Mai 1988       | Italien      | Neoprofi                   |                              |
| Giuseppe De Maria  | 30. August 1984    | Italien      | De Rosa-Ceramica Flaminia  |                              |
| Luca Dodi          | 26. Mai 1987       | Italien      | Neoprofi                   | Lampre-Merida                |
| Marco Frapporti    | 30. März 1985      | Italien      | Colnago-CSF Inox           | Androni Giocattoli-Venezuela |
| Ruslan Karimov     | 22. Mai 1986       | Usbekistan   | Neoprofi                   | Team Velo Reality            |
| Andrea Palini      | 16. Juni 1989      | Italien      | Neoprofi                   | Lampre-Merida                |
| Aristide Ratti     | 7. Juni 1982       | Italien      | WIT                        |                              |
| Stagiaires         | Stagiaires         | Nationalität | Nationalität               |                              |
| Fabio Gadda        | Fabio Gadda        | Italien      | Italien                    |                              |
| Matteo Spreafico   | Matteo Spreafico   | Italien      | Italien                    |                              |